# Фудокан
Фудокан (яп. 不動館) — стиль традиционного карате, созданный в 1980 году югославским мастером боевых искусств Ильей Йоргой. Управляет организацией спортивного фудокана Международная федерация фудокан. Всего в мире фудокан занимаются от 2 до 15 миллионов человек.

## История

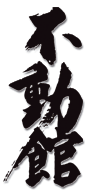
Иероглифы Фудо-кан на японском языке

Фудокан создан югославским мастером боевых искусств Ильей Йоргой в 1980 году. Причина создания фудокан, по словам Йорги, заключалась в неудовлетворённости условным характером хода бесконтактных боёв традиционного карате. При создании фудокан Йорга использовал опыт сенсеев Тайджи, Кадзэ и Нисияма у которых сам и обучался. «Фудо» с японского — «непоколебимость, твердость, прочность». «Кан» переводится как «дом». Приставка «Ден То» означает принадлежность фудокан к традиционному каратэ.
В 1995 году Йорга основал Королевскую европейскую академию фудокан карате (KEFKA) под покровительством Елизаветы Карагеоргиевич, принцессы Югославии. Академия расположилась на территории православного монастыря Прохор Пчиньского.
Фудокан был представлен на Первом Всемирном фестивале боевых искусств ТАФИСА, прошедшем в 2019 году в Ульяновске и Димитровграде.

## Особенности
В фудокан равнозначными являются кихон, ката и кумите. Наиболее ценится победа одним ударом (иккэн хиссацу — с японского «одним ударом наповал».
Фудокан включает в себя такие элементы как Сётокан, Годзю-рю и Сито-рю. Техника фудокан объединена в ката Мэйкё (три ката), Тайдзи (три ката), Тэкки (три ката), Санчин, Канку, Хэйан. Ряд ката Илья Йорга разработал на основе классических ката. Ката Хэйан-ой-куми создан на основе техники класса Хэйан. Ката Канку-ой-куми разработан на основе высших ката (Канку дай, Канку шо, Эмпи, Сочин).
В отличие от других видов карате, в фудокан отсутствует разделение на весовые категории, поэтому соревноваться могут спортсмены разного роста и массы тела.

## Федерация
Международная федерация Фудокан (англ. World Fudokan Federation; WFF) основана в 2012 году. МФФ имеет рейтинг во Всемирной федерации традиционного каратэ (ITKF). Штаб-квартира располагается в действующем монастыре Прохора Пчиньского в Сербии. Международная федерация Фудокан является второй по численности после олимпийского карате WKF.
В 2014 году Международная федерация Фудокан стала одним из учредителей международной организации United World Karate. Международная федерация Фудокан является членом ТАФИСА.
Первым президентом федерации стал индус Раджив Синха. С ноября 2017 года президентом федерации является россиянин Андрей Королёв.

### Члены

Члены Международной федерации Фудокан на карте мира

Членами Международной федерации Фудокан является 71 страна.
Список членов:
- Европа: Азербайджан, Армения, Австрия, Башкортостан, Беларусь, Бельгия, Босния и Герцеговина, Болгария, Великобритания, Венгрия, Грузия, Германия, Греция, Дания, Кипр, Ирландия, Италия, Литва, Северная Македония, Молдавия, Нидерланды, Норвегия, Польша, Португалия, Румыния, Россия, Сан-Марино, Сербия, Словения, Испания, Швейцария, Швеция, Черногория, Чехия, Украина, Хорватия, Финляндия, Франция, Эстония.
- Азия: Индия, Индонезия, Израиль, Казахстан, Киргизия, Монголия, Непал, Шри-Ланка, Таджикистан, Турция, Туркмения, Узбекистан, Иран, Пакистан, Кувейт, Ирак ОАЭ.
- Африка: Алжир, Египет, Гана, Кения, Замбия, Марокко, Намибия.
- Америка: Бразилия, Канада, Колумбия, Мексика, Перу, США.
- Океания: Новая Зеландия.

## Чемпионат мира

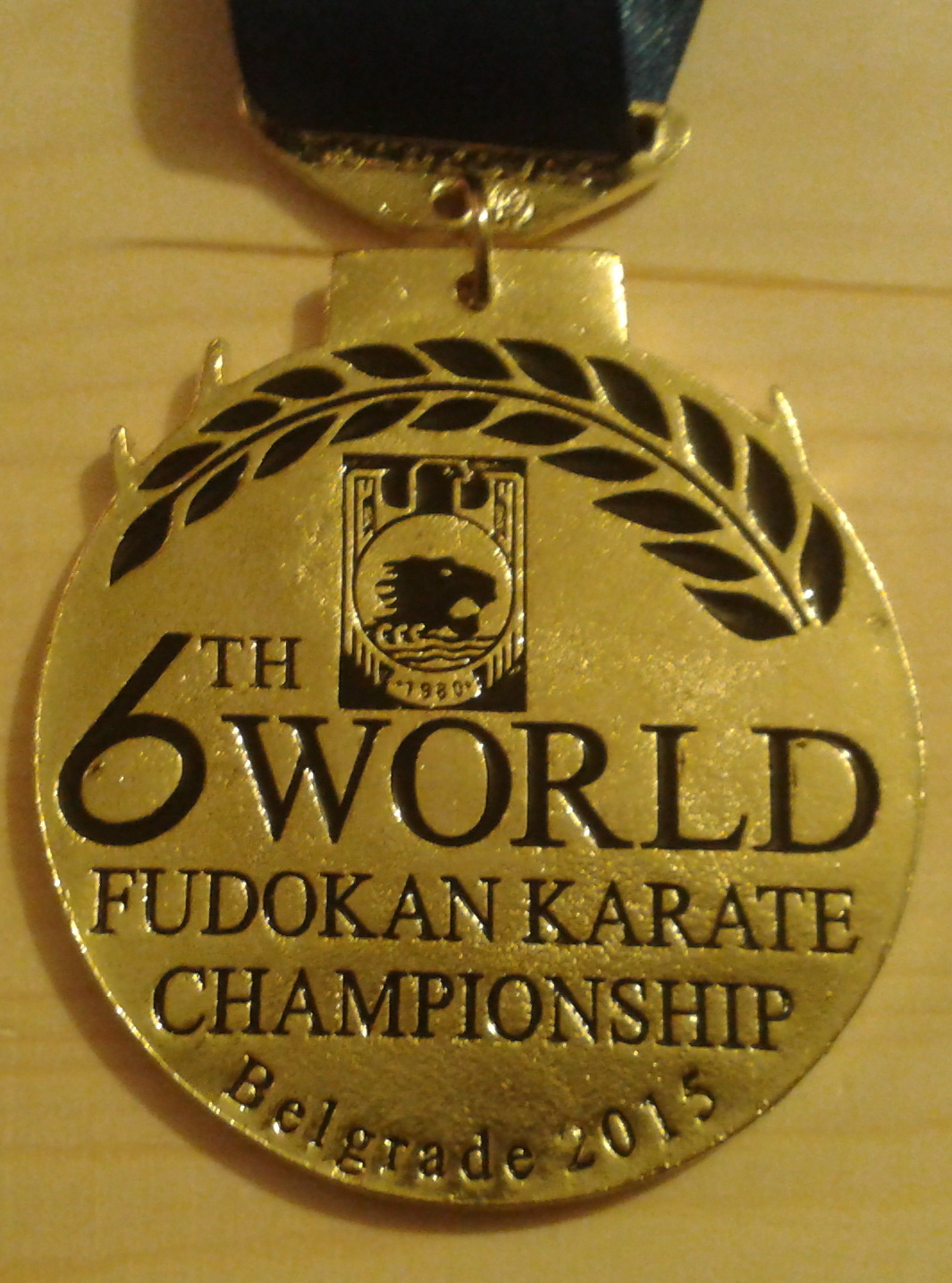
Золотая медаль чемпионата мира 2015 года

Чемпионат мира по фудокан впервые был проведён в 2005 году в Линьяно-Саббьядоро (Италия). В 2011 году на чемпионате мира в Белграде приняло участие 1300 участников из 47 стран. В 2019 году на чемпионате мира в Штутгарт участвовало около 1,5 тысячи спортсменов из 55 стан.
Список проведённых чемпионатов мира для взрослых:
- 2005 — Линьяно-Саббьядоро, Италия
- 2007 — Лодзь, Польша
- 2010 — Белград, Сербия
- 2011 — Белград, Сербия
- 2013 — Прага, Чехия
- 2015 — Белград, Сербия[17]
- 2017 — Клуж-Напока, Румыния[18]
- 2019 — Штутгарт, Германия[19]
- 2024 - Иваново, Россия

## Чемпионат Европы
С 1993 года проводятся чемпионат Европы по фудокан среди взрослых. Кроме того, разыгрываются турниры среди юношей и детей. В 2007 году во время чемпионата Европа в Набережных Челнах участвовало 512 спортсменов из 21 страны. На первенстве 2018 года в Словении приняло участие более 2500 спортсменов из 30 стран.
Список проведённых чемпионатов Европы для взрослых:
- 1993 — Закопане, Польша
- 1994 — Прага, Чехия
- 1995 — Прага, Чехия
- 1996 — Хунедоара, Румыния
- 1997 — Прага, Чехия
- 1998 — Валево, Югославия
- 1999 — Танвальд, Чехия
- 2000 — Прага, Чехия
- 2002 — Румыния
- 2003 — Прага, Чехия
- 2004 — Прага, Чехия
- 2005 — Белград, Сербия
- 2006 — Беневенто, Италия[22]
- 2007 — Набережные Челны, Россия
- 2008 — Прага, Чехия
- 2009 — Спала, Польша
- 2010 — Лимассол, Кипр
- 2011 — Белград, Сербия
- 2012 — Спала, Польша
- 2018 — Словения
- 2022 — Рим, Италия

## Фудокан в мире

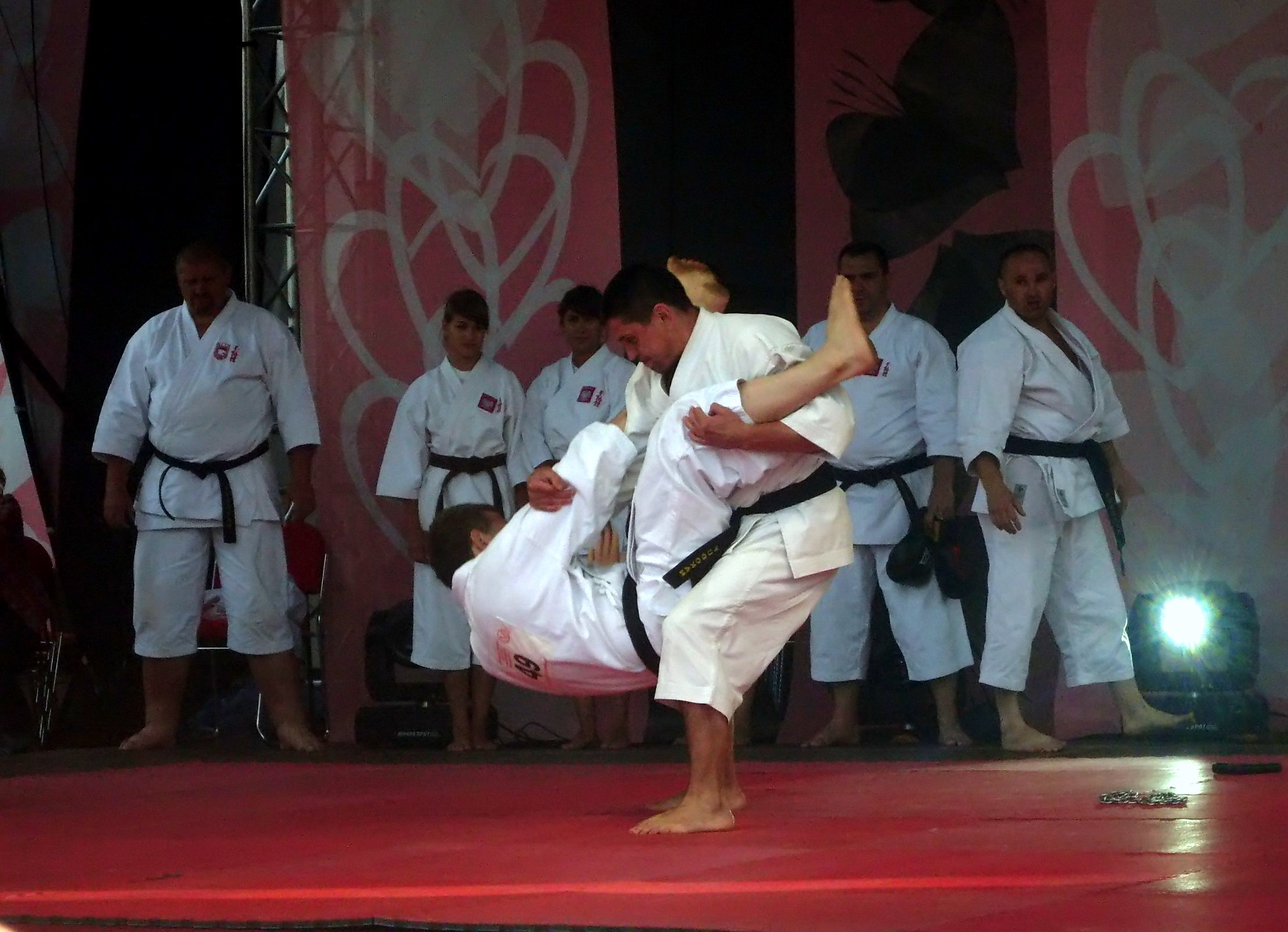
Сборная Польши по фудокан

По различным данным в мире насчитывается от 2 до 15 миллионов занимающихся фудокан. На территории СССР фудокан развивался под покровительством Всесоюзной федерации традиционного каратэ (стиль каратэ-до), созданной в 1990 году. В 1991 году федерация традиционного каратэ объединилась с Всесоюзной федерацией рукопашного боя. Наиболее ярким представителем фудокан на территории бывшего СССР является белорус Пётр Калинин, который также возглавляет федерацию традиционного каратэ-до Республики Беларусь.

### Россия
В России ежегодно проводятся чемпионат и кубок по фудокан. С 2006 года проводится «Мемориал Мераби Окуджава 2016», имеющий статус Кубка России. В Татарстане развитие фудокан началось в 1991 году. В 2003 году была зарегистрирована Федерация Денто Фудокан Каратэ-до Республики Татарстан. С 2010 года в Горно-Алтайске проводится ежегодный Кубок Евразии по традиционному фудокан.
На базе спортивного клуба Уфимского государственного нефтяного технического университета с 2014 по 2018 год действовала секция фудокан.

### Украина
До 2014 года фудокан на Украине был лучше всего представлен в Крыму, а также Ровенской, Запорожской и Харьковской областях. В 2002 году фудокан стал одной из учебных дисциплин в Международном экономико-гуманитарном университете имени академика Степана Демьянчука в Ровно (Украина). В 2004 году было издано учебное пособие для студентов «Традиционное каратэ Фудокан» Анатолия Митрофановича Гирака, опубликованное с грифом «рекомендовано» Министерства образования и науки Украины. В 2016 году фудокан стал частью спортивной программы Министерства внутренних дел Украины.
В 2007 году почётным президентом федерации фудокан-шотокан каратэ-до Крыма был избран председатель Совета министров АР Крым Виктор Плакида.

### Узбекистан
В 1990 году была основана Федерация Фудокан каратэ-до Узбекистана. Ежегодно проводится чемпионат страны. Анваров Шухрат является президентом федерации Фудокан Каратэ Узбекистана.
26 мая 2003 года Рустам Бекмуратов основал  Ташкентскую федерацию ден-то Фудокан Каратэ-до.
В 2015 году сборная Узбекистана впервые стала участником чемпионата мира Фудокан Каратэ, который прошёл в Сербии. Сборной удалось завоевать 19 медалей по разным дисциплинам, среди которых 6 золотых, 4 серебряных и 9 бронзовых медалей. Обладателями золота стали: Шухрат Анваров (дважды), Ижод Самыков (дважды), Илья Бояркин и Абдуазим Расулов.